# 血鉄症
血鉄症(英: hemosiderosis, haemosiderosis)とは鉄過剰症(en:Iron overload disorder)の一形態であり、ヘモジデリン沈着をもたらす。同義語としてヘモジデローシス。
血鉄症の型として下記のものがある。
- 輸血血鉄症(en:Transfusion hemosiderosis)
- 特発性肺血鉄症(en:Idiopathic pulmonary haemosiderosis)